# Église Saint-Louis-en-l'Île
De Église Saint-Louis-en-l'Île (Sint-Lodewijk-op-het-Eilandkerk) is een rooms-katholieke kerk in de Franse hoofdstad Parijs, gesitueerd in het 4e arrondissement van de stad, op het Île Saint-Louis. De kerk is ontworpen door vier architecten, waaronder François Le Vau (1613-1676), de niet-erkende broer van Louis Le Vau, architect van het kasteel van Versailles. De schutspatroon van de kerk is Lodewijk IX de Heilige van Frankrijk.

## Het gebouw
De Saint-Louis-en-l'Île is gebouwd tussen 1664 en 1726, tijdens het bewind van Lodewijk XIII. Het verving een andere kerk, die daar vanaf 1622 had gestaan. De belangrijkste redenen dat de bouw zo lang duurde waren het gebrek aan geld en goede arbeidskrachten.
Het gebouw wordt gekenmerkt door de opengewerkte klokkentoren en de atypische smeedijzeren klok. Het geheel, gebouwd in jezuïtische stijl, wordt vooral gekenschetst door de barokke architectuur van die periode. De Saint-Louis is opgebouw uit drie beuken, en staat bekend om de grote hoeveelheid (blad)goud, emaillewerk en marmer. Een andere bijzonderheid is het feit dat de kerk is opgenomen in de huizenrij, en dat er dus enkel een vrij bescheiden façade te zien is vanaf de hoofdstraat.